# لويز لاغرانج
لويز لاغرانج (بالفرنسية: Louise Lagrange)‏ هي ممثلة فرنسية، ولدت في 19 أغسطس 1897 في الجزائر، وتوفيت في 15 فبراير 1979 بباريس في فرنسا.

## وصلات خارجية
- لويز لاغرانج على موقع IMDb (الإنجليزية)
- لويز لاغرانج على موقع ألو سيني (الفرنسية)
- لويز لاغرانج على موقع أول موفي (الإنجليزية)
- لويز لاغرانج على موقع قاعدة بيانات الأفلام السويدية (السويدية)
- لويز لاغرانج على موقع قاعدة بيانات الفيلم (الإنجليزية)
- لويز لاغرانج على موقع كينوبويسك (الروسية)